# Darine Hamze

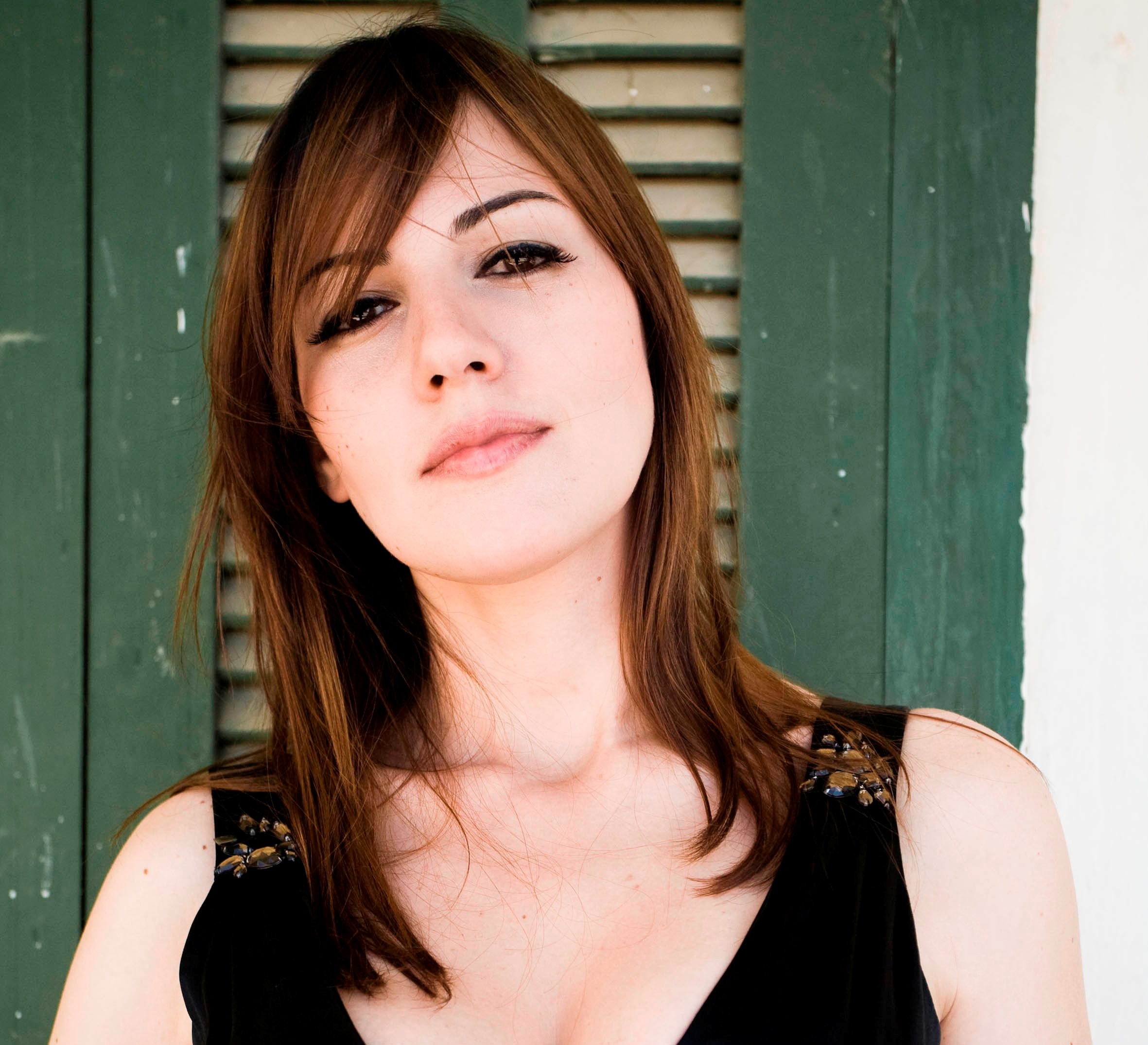
Darine Hamze w 2009 roku

Darine Hamze (arab. ‏دارين حمزة‎, ur. 5 lipca 1978 w Suk al-Gharb) – libańska aktorka i poetka.
Studiowała w Bejrucie i Londynie. Pracuje w przemyśle filmowym od 1998.

## Filmografia
- 1998 – Talbeen El Orb
- 1999 – Flat, Pale, White Hands
- 2000 – Her Absurdity
- 2002 – The Park
- 2003 – I-Axis
- 2004 – Skin Plasticity
- 2006 – Hkeyit Aayda
- 2006 – Alaadasa Alarabia
- 2007 – 911
- 2007 – Last Song of Sinbad
- 2008 – Rebirth
- 2008 – Hamil Outer Bladi
- 2008 – Shola Cohen, The Pearl
- 2008 – Drabzin
- 2009 – Adventures of Jad & Nour
- 2009 – Shayeh Min Alqouwa
- 2009 – Al-Dawama
- 2009 – The Book of Law
- 2009 – Majnouni
- 2010 – Aala El-aahed
- 2010 – Saturday’s Hunter
- 2010 – Selim w Distit Harim
- 2010 – South Of Heaven